# Epitrix abeillei
Epitrix abeillei es una especie de insecto coleóptero de la familia Chrysomelidae. Fue descrita científicamente en 1874 por Baduer.